# Kémiai kasztrálás
A kémiai kasztrálás anafrodiziákumokkal történő kasztrálás a libidó és a szexuális aktivitás csökkentésére, rák kezelésére és egyéb célokra. A sebészeti kasztrációval ellentétben – ami során az ivarmirigyeket a testen ejtett bemetszésen keresztül távolítják el – a kémiai kasztrálás során nem távolítják el a szerveket, ezáltal nem is minősül sterilizációnak. A kémiai kasztráció visszafordítható (reverzibilis), amennyiben az érintett rendszeres kezelését abbahagyják, bár még ezt követően is megfigyelhetők a beavatkozás hosszabb távon komoly mellékhatásai, mint a csontritkulás és az elhízás.
A The New York Times 2016. májusi beszámolójában arról írt, hogy számos országban alkalmaznak kémiai kasztrálást szexuális bűnözőkön, gyakran a kiszabott börtönbüntetésük csökkentése érdekében.

## Hatásai

### Férfiakra
A férfiaknál alkalmazva ezek a gyógyszerek csökkenthetik a nemi vágyat, a kényszeres szexuális fantáziákat és a szexuális izgalomra való képességet. A komoly mellékhatásai ritkák, de előfordulhat testzsír növekedés és a csontok sűrűségének csökkenése, ami növeli a szív- és érrendszeri betegségek, valamint a csontritkulás kockázatát. Ezek mellett gynecomastia (férfiaknál a normálisnál nagyobb emlőmirigyek kialakulása) is kialakulhat, de kifejlődésük már ritkább.

### Nőkre
A nőknél alkalmazva a hatások hasonlóak, bár kevés kutatás készült a női nemi vágy kémiai úton való csökkentéséről, vagy a nőkre szabott anafrodiziákumokról, mivel a kutatások többsége az ellenkezőjére, a növelésre összpontosít, de az antiandrogénes hormonkezelés csökkenti a tesztoszteronszintet a nőknél, ami hatással lehet a nemi vágyra és a szexuális reakcióra. Ezek a gyógyszerek mellékhatásként leeresztik a mell mirigyeit, és megnövelik a mellbimbó méretét. Továbbá megfigyelhető a csontok ritkulása, ajkak elszíneződése, testszőrzet kihullása és az izomtömeg csökkenése.

## A rák kezelése
A kémiai kasztrálás egyik fő orvosi alkalmazási területe a hormonérzékeny rákos megbetegedések (mint a prosztatarák), melyeknél az effajta kezelési mód már nagymértékben felváltotta a sebészeti kasztrálást.
A kémiai kasztráció antiandrogén hatású gyógyszerek, mint a ciproteron-acetát, a flutamid vagy a gonadotropinfelszabadító hormon antigonisták beadásából áll.

## Fordítás
- Ez a szócikk részben vagy egészben  a   Chemical castration című angol Wikipédia-szócikk fordításán alapul.  Az eredeti cikk szerkesztőit annak laptörténete sorolja fel. Ez a jelzés csupán a megfogalmazás eredetét és a szerzői jogokat jelzi, nem szolgál a cikkben szereplő információk forrásmegjelöléseként.